# 437th Airlift Wing

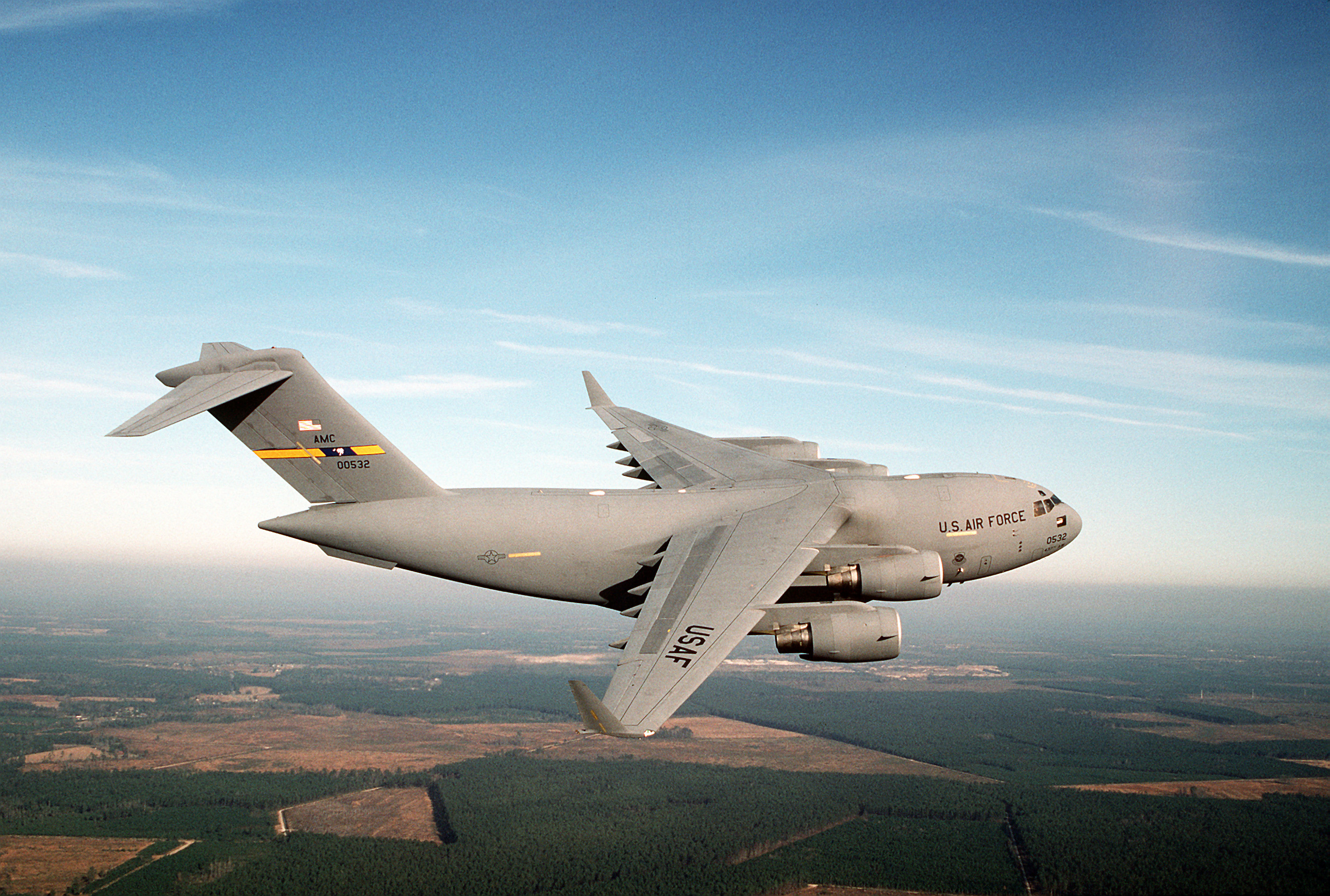
C-17A dello Stormo

Il 437th Airlift Wing è uno stormo da trasporto dell'Air Mobility Command, inquadrato nella Eighteenth Air Force. Il suo quartier generale è situato presso la Joint Base Charleston, nella Carolina del Sud.

## Missione
Allo stormo è associato il 315th Airlift Wing, Air Force Reserve Command dal quale riceve personale per l'addestramento e la manutenzione per i suoi C-17A.

## Organizzazione
Attualmente, al maggio 2017, esso controlla:
- 437th Operations Group
  - 437th Operation Support Squadron
  -  14th Airlift Squadron - Equipaggiato con 12 C-17A
  -  15th Airlift Squadron - Equipaggiato con 12 C-17A
  -  16th Airlift Squadron - Equipaggiato con 12 C-17A
  -  17th Airlift Squadron - Equipaggiato con 12 C-17A
  - 437th Aerial Port Squadron
- 437th Maintenance Group
  - 437th Aircraft Maintenance Squadron
  - 437th Maintenance Squadron
  - 437th Maintenance Operations Squadron